# Суперкубок Англії з футболу 1934
Суперкубок Англії з футболу 1934 — 21-й розіграш турніру. Матч відбувся 28 листопада 1934 року між чемпіоном Англії клубом «Арсенал» та володарем кубка країни клубом «Манчестер Сіті».
| Володарі Суперкубка Англії 1934 |
| ------------------------------- |
|                                 |
| «Арсенал» Четвертий титул       |

## Учасники
| Клуб             | Участей | Роки (жирним виділено перемоги) |
| ---------------- | ------- | ------------------------------- |
| «Арсенал»        | 3       | 1930, 1931, 1933                |
| «Манчестер Сіті» | дебют   | дебют                           |

## Матч

### Деталі
| 28 листопада 1934 |

| «Арсенал»                    | 4–0      | «Манчестер Сіті» |
| ---------------------------- | -------- | ---------------- |
| Біркетт Маршалл Дрейк Бастін | Протокол |                  |

| Хайбері, Лондон Глядачів: 10 888 |

|  |  |

| В                |  | Френк Мосс      |
| З                |  | Джордж Мейл     |
| З                |  | Едді Гепгуд (к) |
| ПЗ               |  | Френк Гілл      |
| ПЗ               |  | Норман Сайді    |
| ПЗ               |  | Вілф Коппінг    |
| Н                |  | Ралф Біркетт    |
| Н                |  | Джеймс Маршалл  |
| Н                |  | Тед Дрейк       |
| Н                |  | Боб Джон        |
| Н                |  | Кліфф Бастін    |
| Головний тренер: |  |                 |
| Джордж Еллісон   |  |                 |

| В                |  | Френк Свіфт    |
| З                |  | Біллі Дейл     |
| З                |  | Лорі Барнетт   |
| ПЗ               |  | Метт Басбі     |
| ПЗ               |  | Сем Кауан (к)  |
| ПЗ               |  | Джекі Брей     |
| Н                |  | Ерні Тоусленд  |
| Н                |  | Джиммі Маклакі |
| Н                |  | Фред Тілсон    |
| Н                |  | Джиммі Гіл     |
| Н                |  | Ерік Брук      |
| Головний тренер: |  |                |
| Вілф Вайлд       |  |                |